# Церковь Рождества Пресвятой Богородицы в Еуд (на холме)

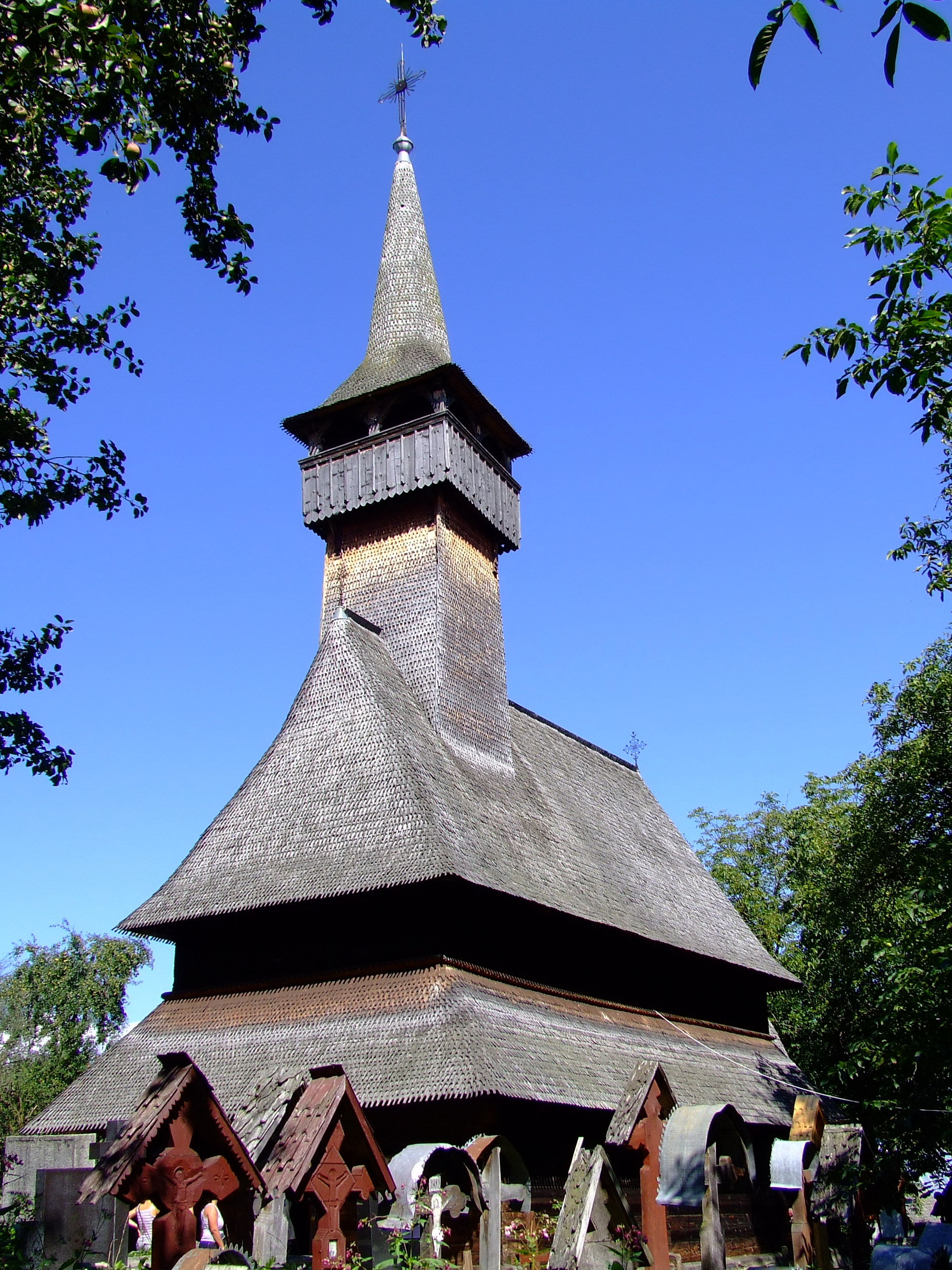
Ieud Hill Church

Церковь Рождества Пресвятой Богородицы в Еуд (на холме) (рум. Biserica din Ieud Deal) — деревянная православная церковь в селе Еуд жудеца Марамуреш в Румынии. Включена ЮНЕСКО в состав культурного объекта Всемирного наследия Деревянные церкви исторической области Марамуреш. Также является историческим памятником Румынии и находится в реестре Министерства культуры и религиозных дел этой страны.
Построена во втором десятилетии XVII века. Посвящена Рождеству Богородицы. Называется «Церковь на холме» благодаря расположению на склоне холма и чтобы отличать от второй церкви этого села, именуемой «Церковь в долине».

## История
Церковь была построена местной знатной семьей Балеа во втором десятилетии XVII века, на век раньше, чем деревянная церковь в долине. Тит Бад утверждал, что это самая старая церковь в этом регионе. Структура и особенно живописи были широко описаны Виктором Братулеску в 1941 году, вместе с описанием церкви были опубликованы 18 фотографий и 8 эскизов. В 1968 году ученые вновь начали исследование церкви. Но лучше всего изучить эту церковь удалось Анке Поп Брату в 1982 году. Последнее изучение и датировка церкви проходила в 1997 году во время последней реставрации. В 2007—2009 годах живопись церкви прошла через процесс восстановления и консервации.

## Описание
Ширина церкви составляет 7,15 м, длина — 11,87 м. Максимальная вместимость около 340 человек. Разделена на три части: пронаос (женская часть), неф (мужская часть) и алтарь. Алтарь имеет 4,15 м в ширину и 3,6 м в высоту. Церковь внутри освещается маленькими окнами, которые изначально были ещё меньше.

## Иконы, написанные Александром Понечалеци для церкви

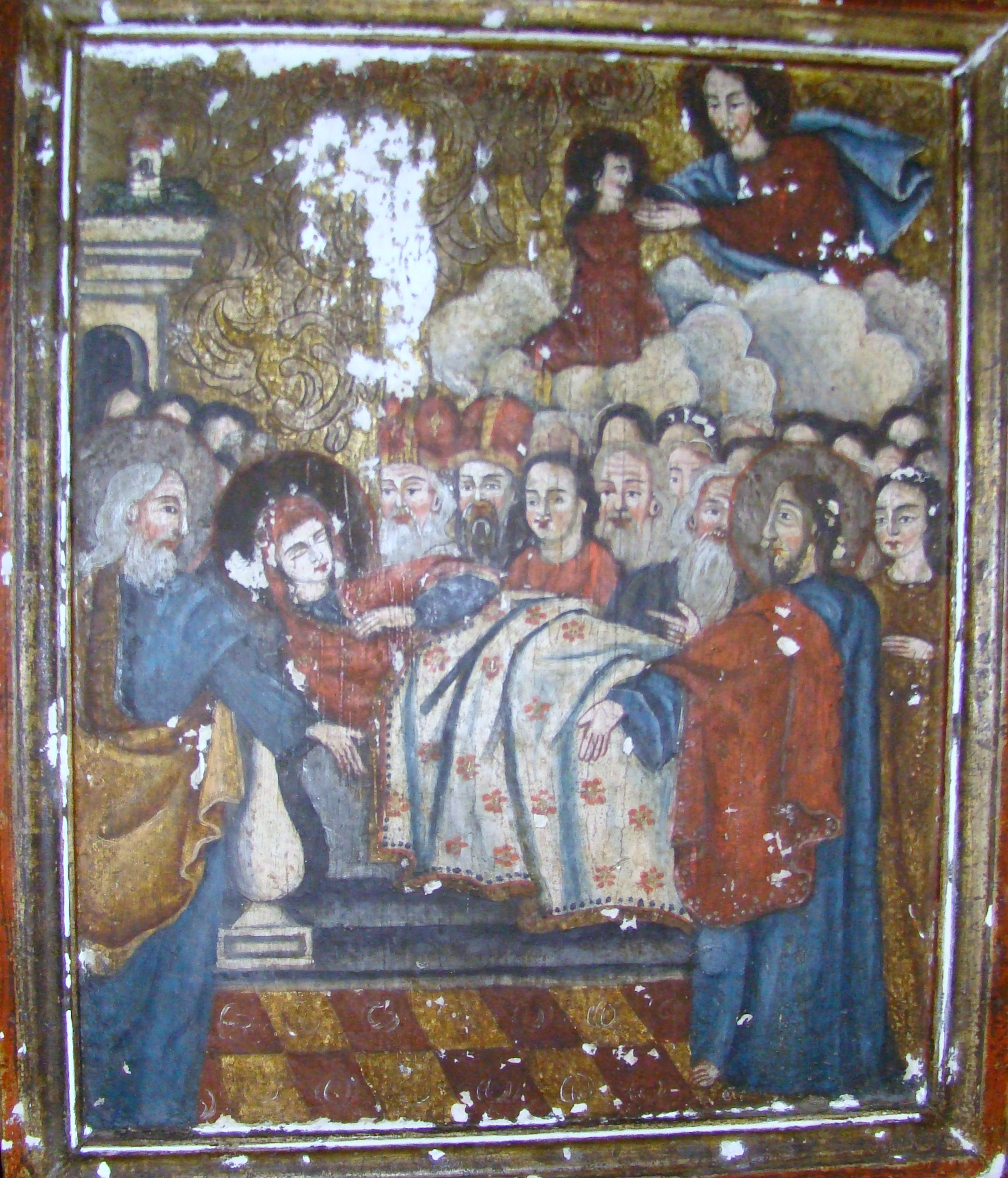
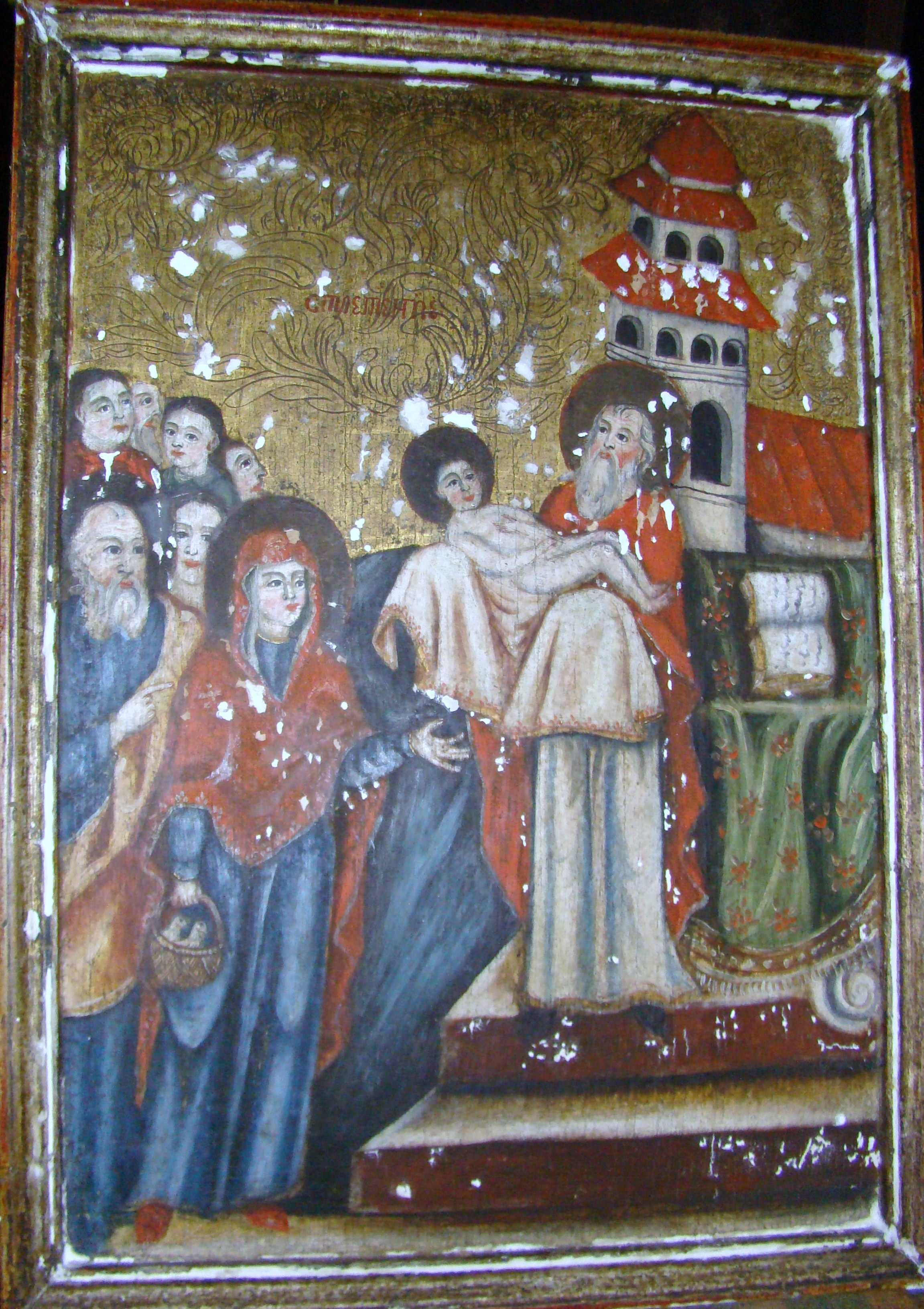
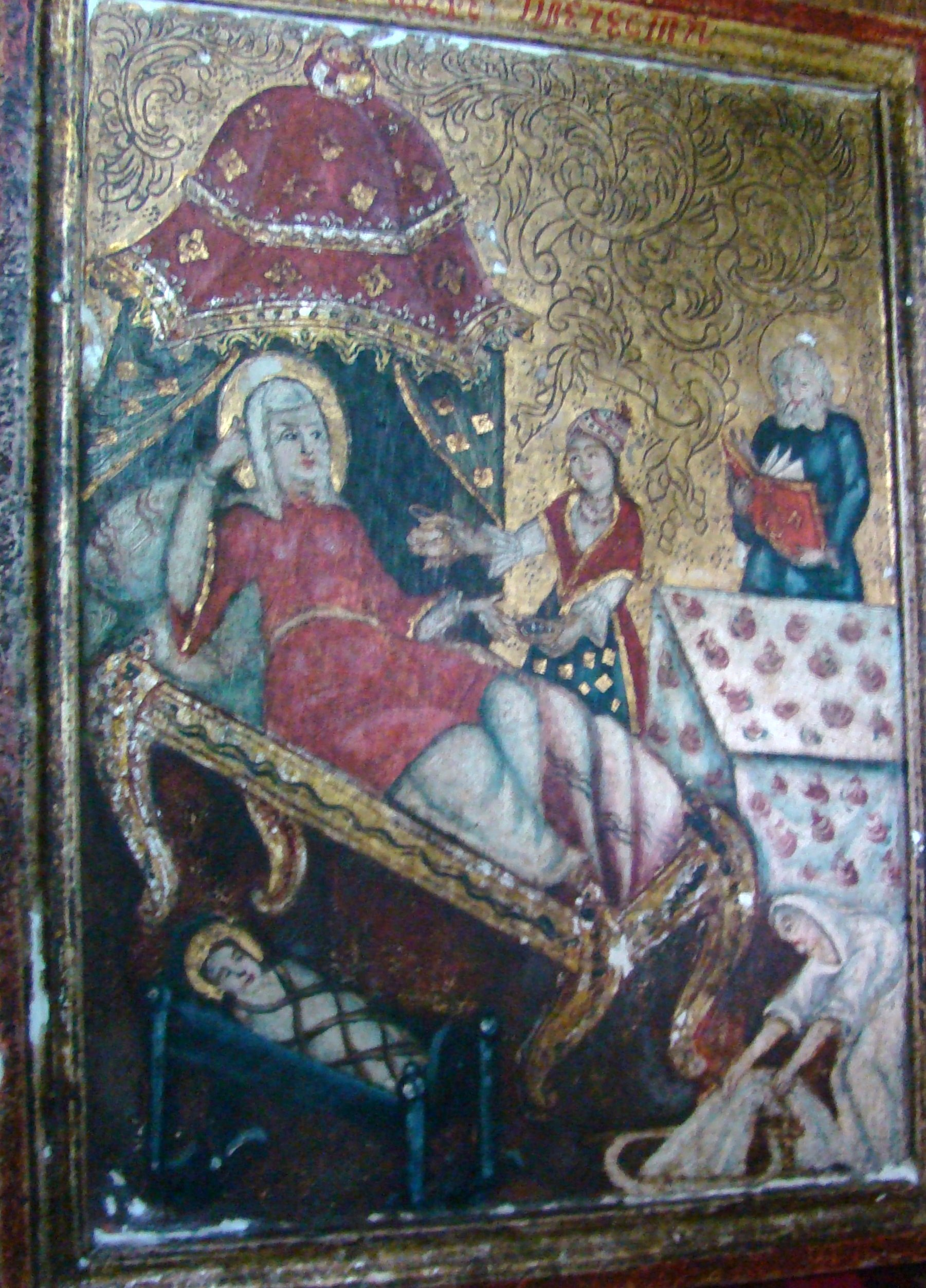
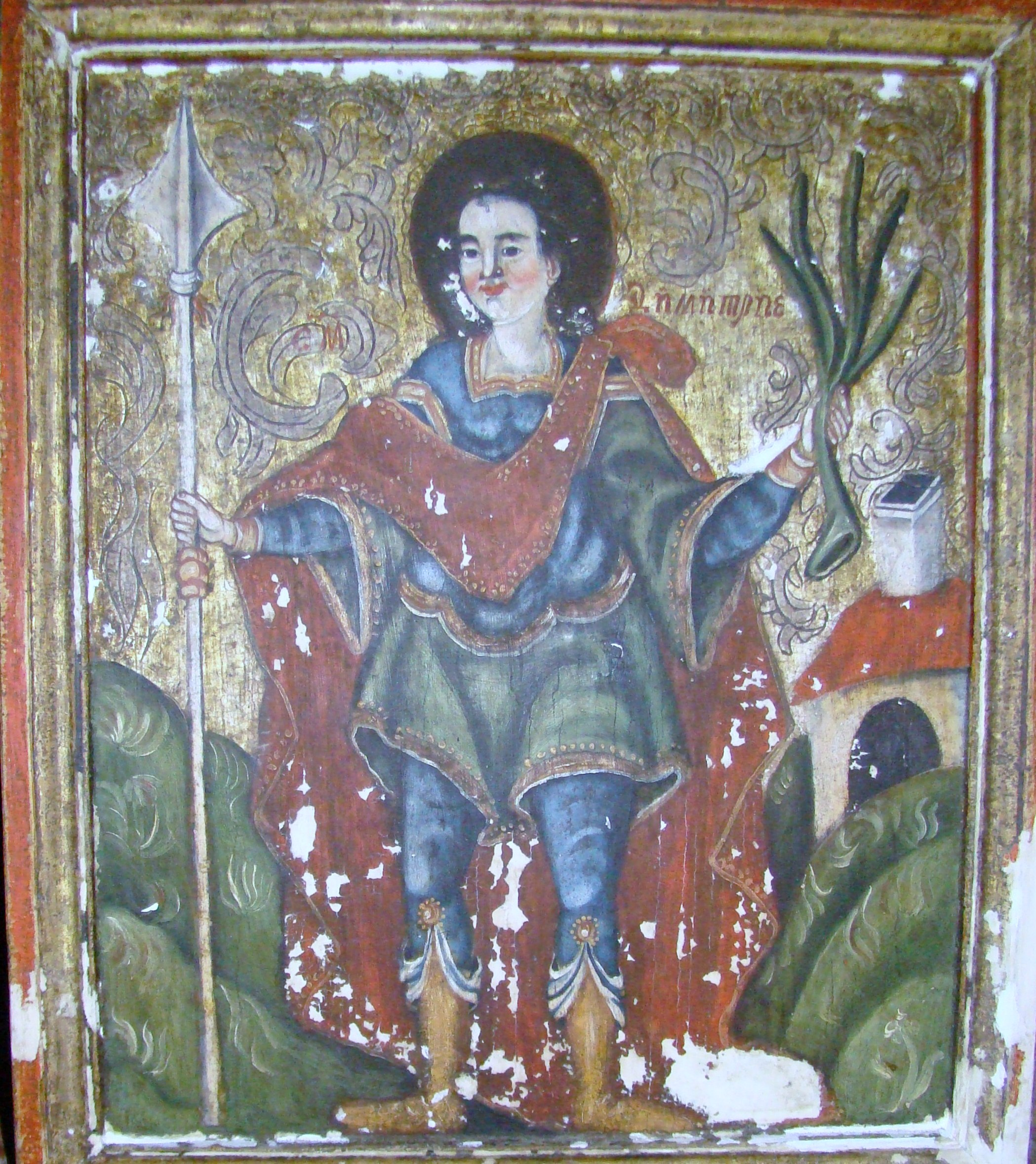
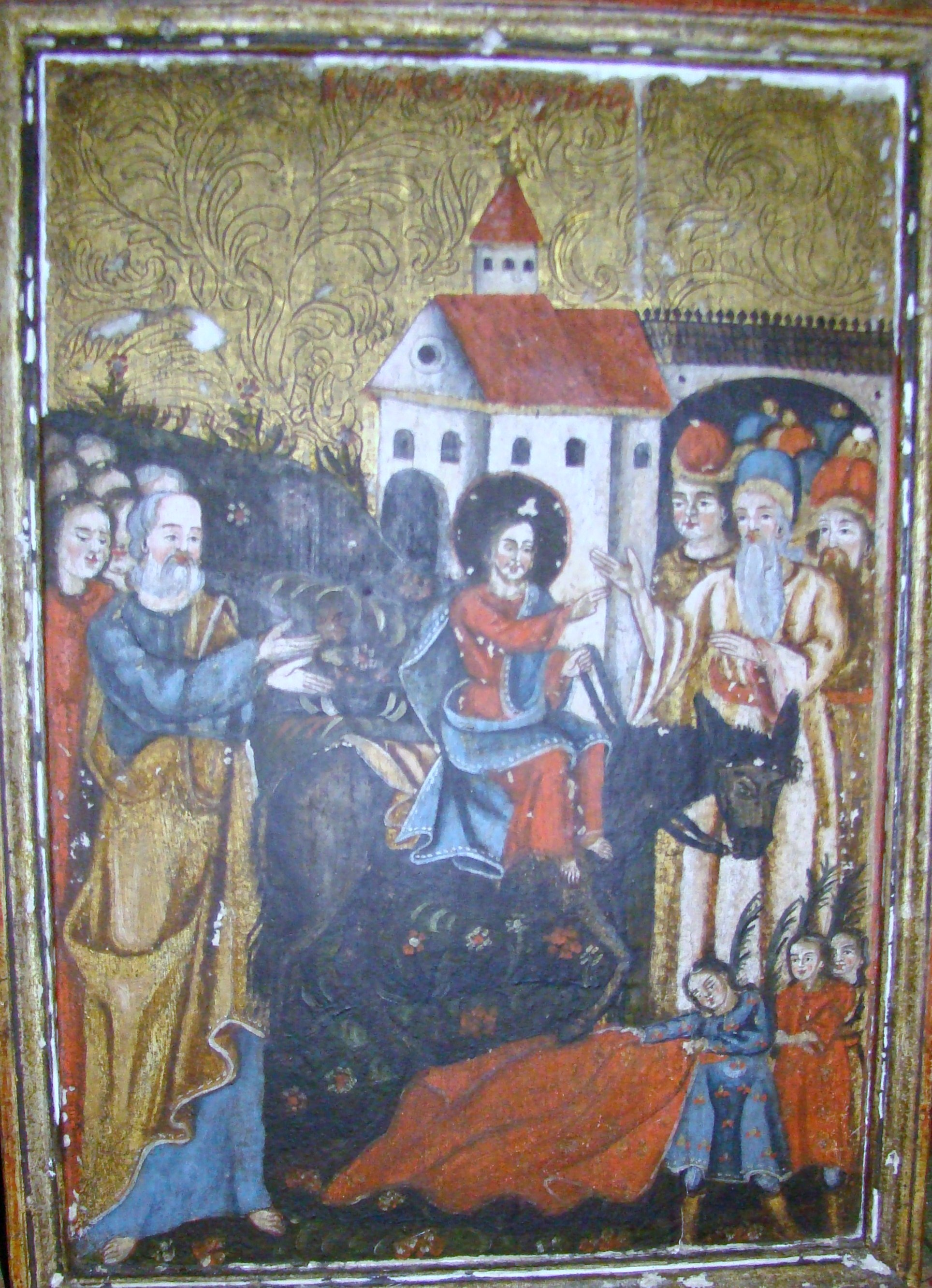
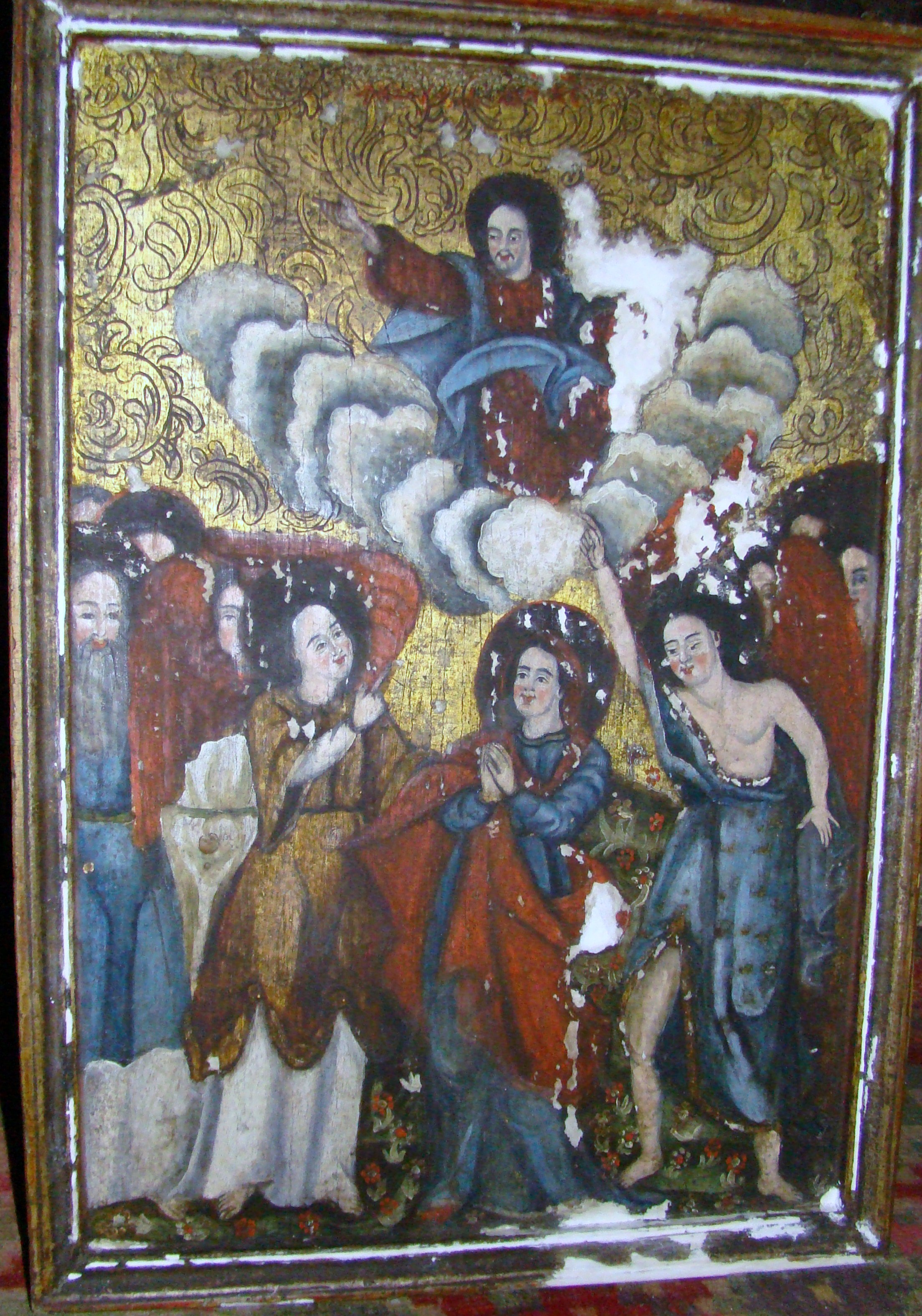
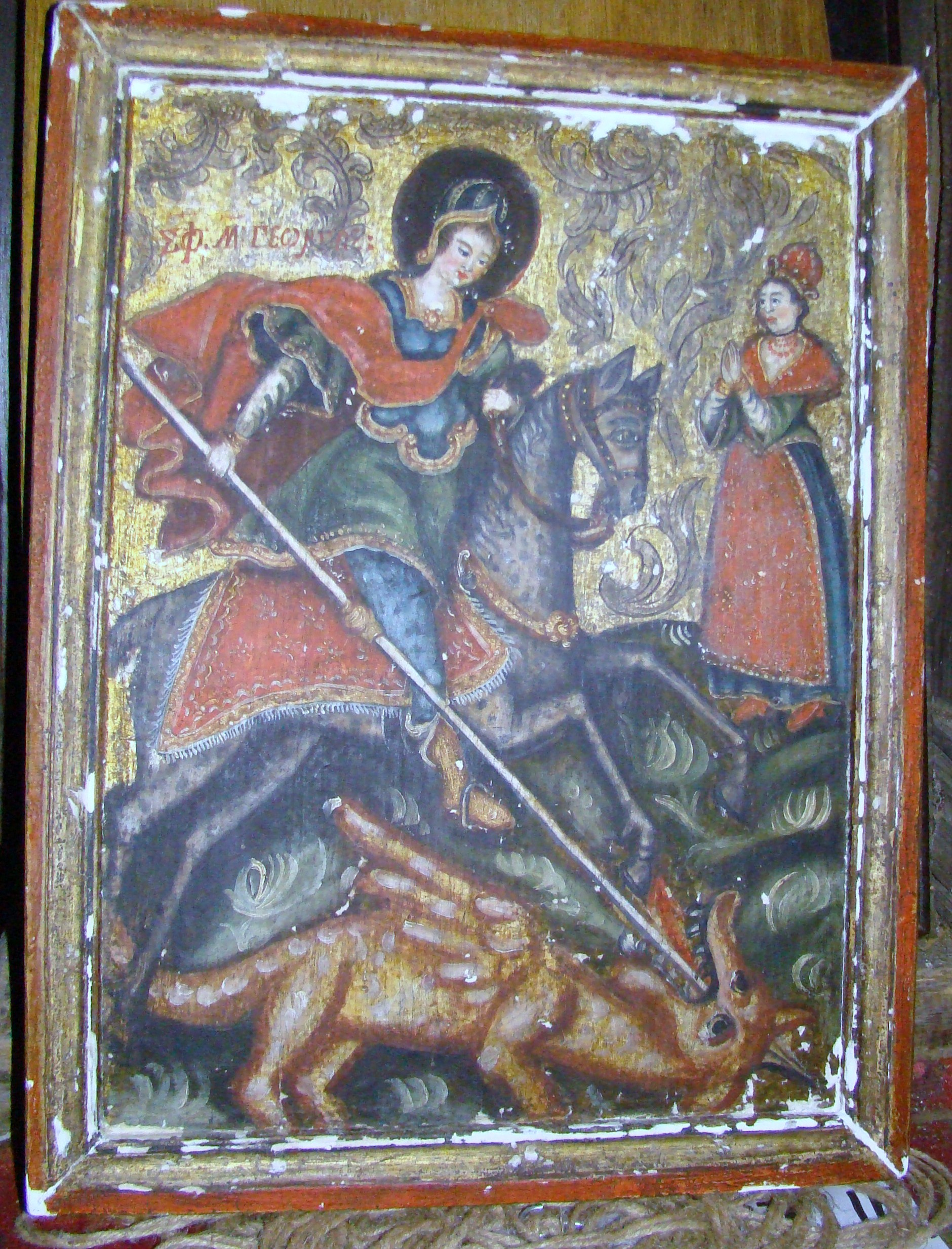
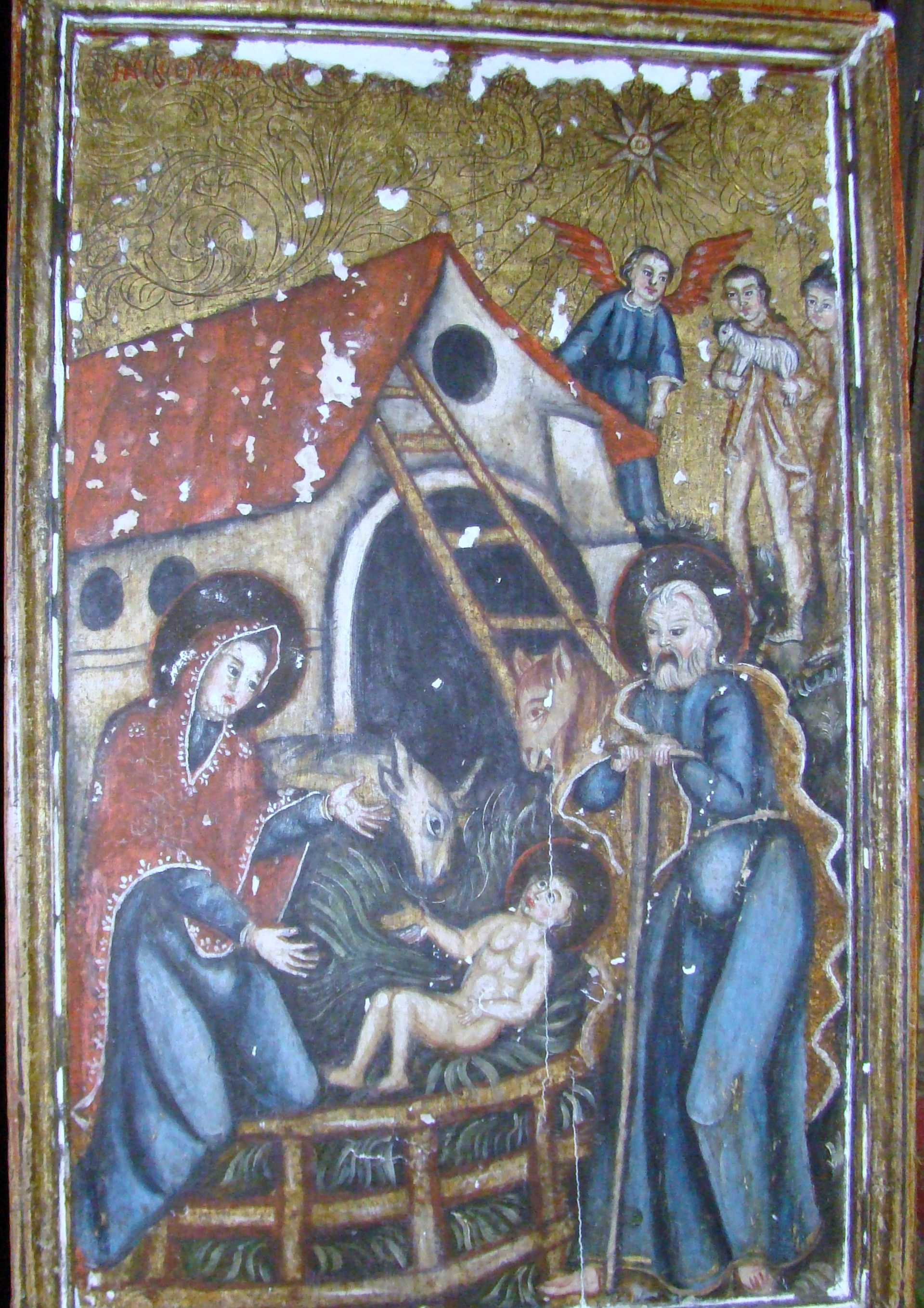
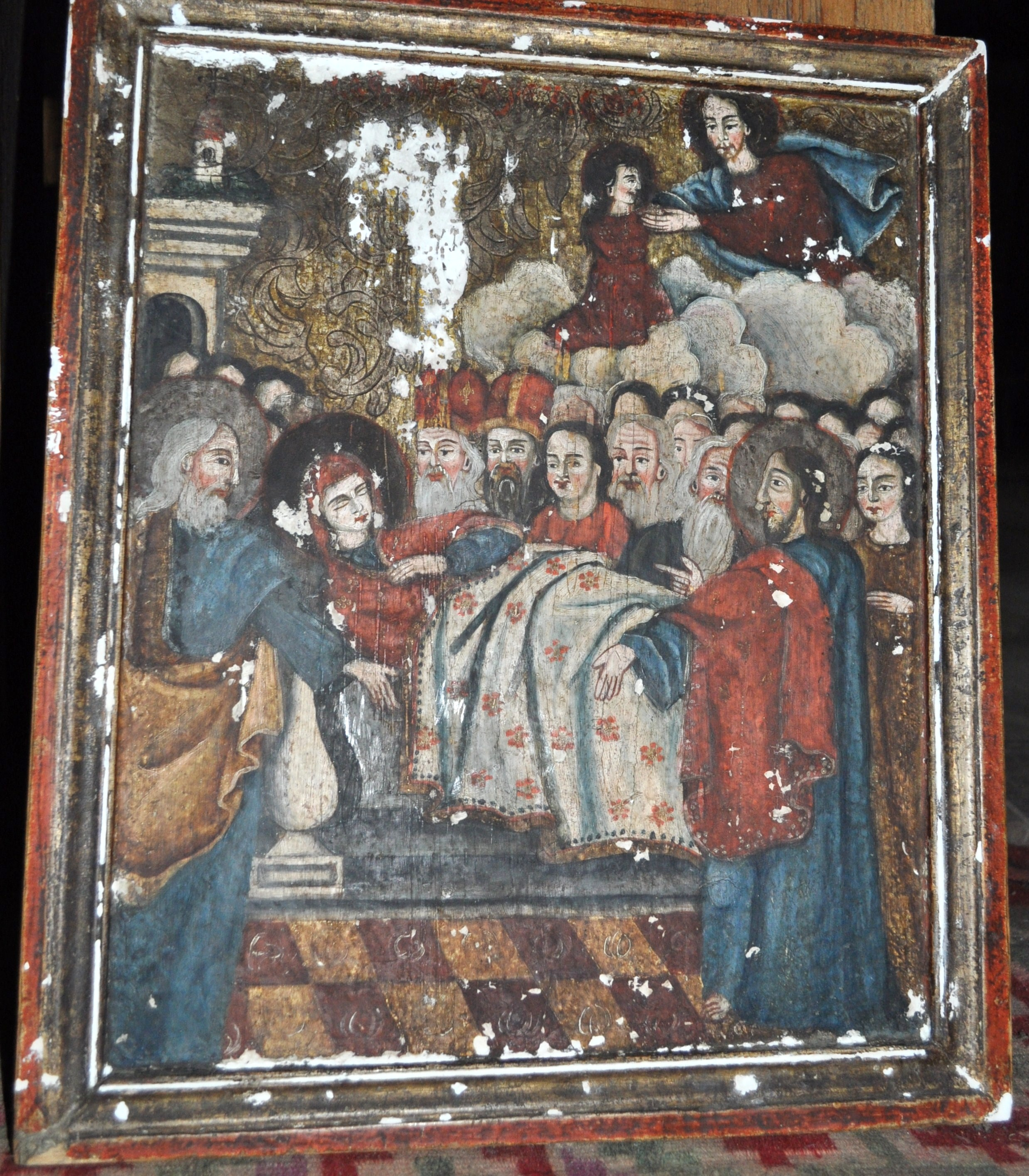
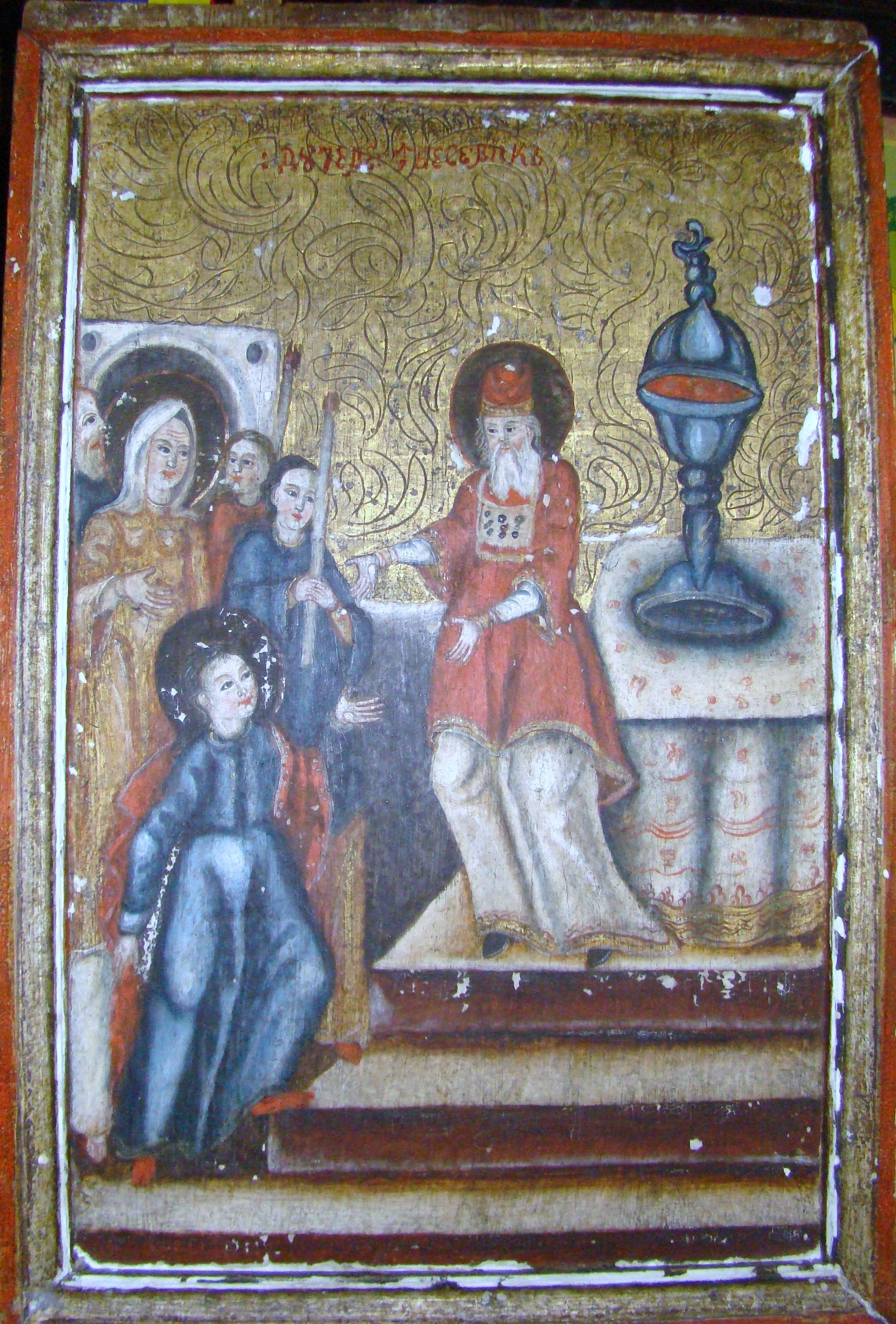
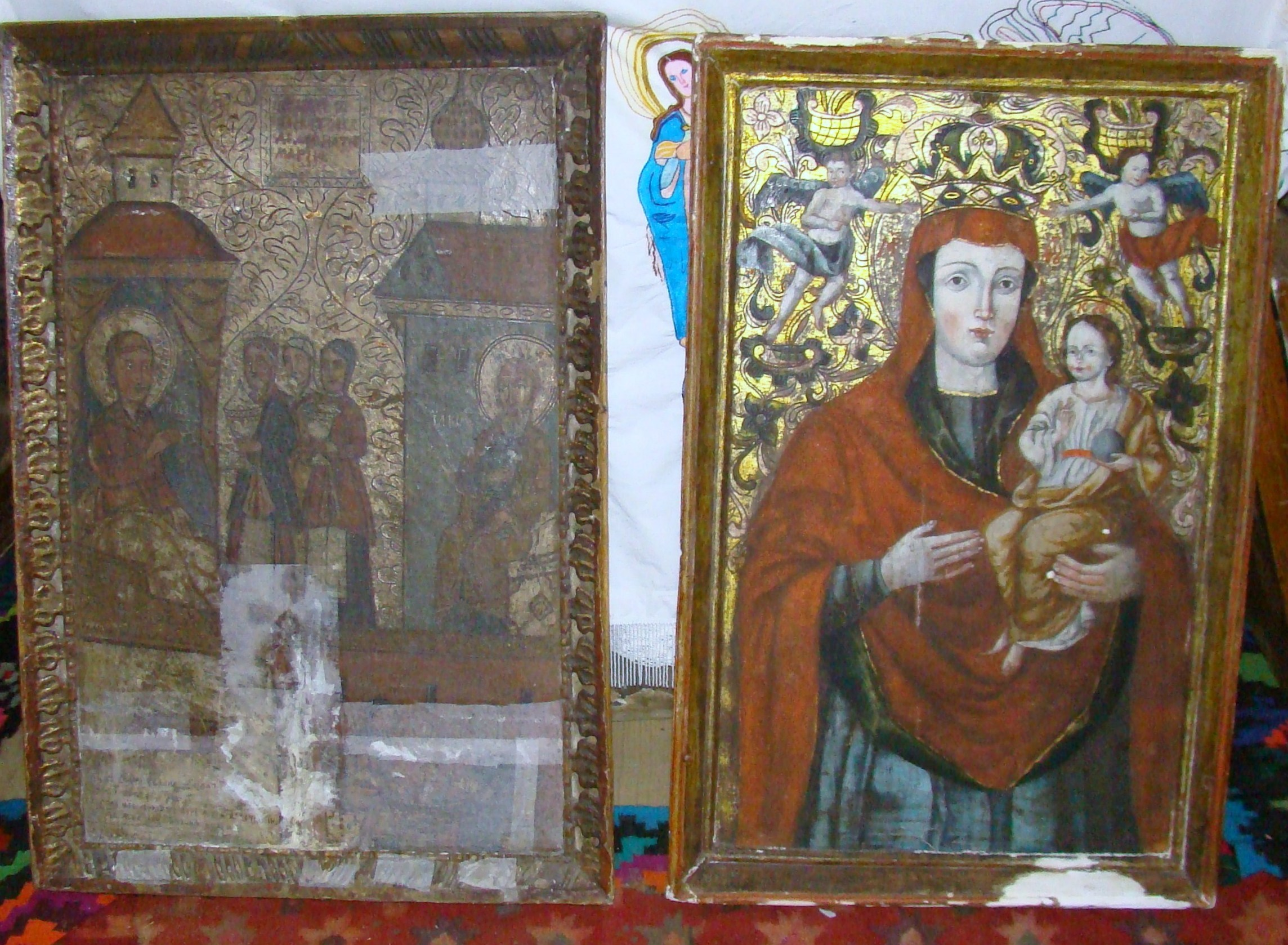